# Tamba vinolia
Tamba vinolia är en fjärilsart som beskrevs av George Francis Hampson 1895. Tamba vinolia ingår i släktet Tamba och familjen nattflyn. Inga underarter finns listade i Catalogue of Life.